# Arnold Zweig
Arnold Zweig, född 10 november 1887 i Glogau, Provinsen Schlesien, död 26 november 1968 i Östberlin, var en tysk författare. 

## Biografi
Zweig föddes i en judisk familj. I sin ungdom studerade han bland annat historia, filosofi och litteratur vid flera tyska universitet. Zweig deltog därefter som frivillig i första världskriget, något som tillsammans med antisemitismen i dåtidens Tyskland gjorde att han blev en aktiv pacifist, socialist och sionist. Under 1920-talet var Zweig aktiv som redaktör och skribent för flera tidningar, och skrev bland annat i Die Weltbühne. Under samma period lät han sig även inspireras av Sigmund Freud, som han brevväxlade med, och genomgick psykoanalys.
Zweig gick 1933 i exil i Palestina, där han umgicks med flera andra intellektuella i exil och kom att ta avstånd från sionismen. Efter andra världskriget bosatte han sig från 1948 i Östtyskland, där han bland annat var president för Akademie der Künste mellan 1950 och 1953. Zweig nominerades efter kriget till Nobelpriset i litteratur fem gånger och till Nobels fredspris två gånger. 1958 erhöll han Lenins fredspris.

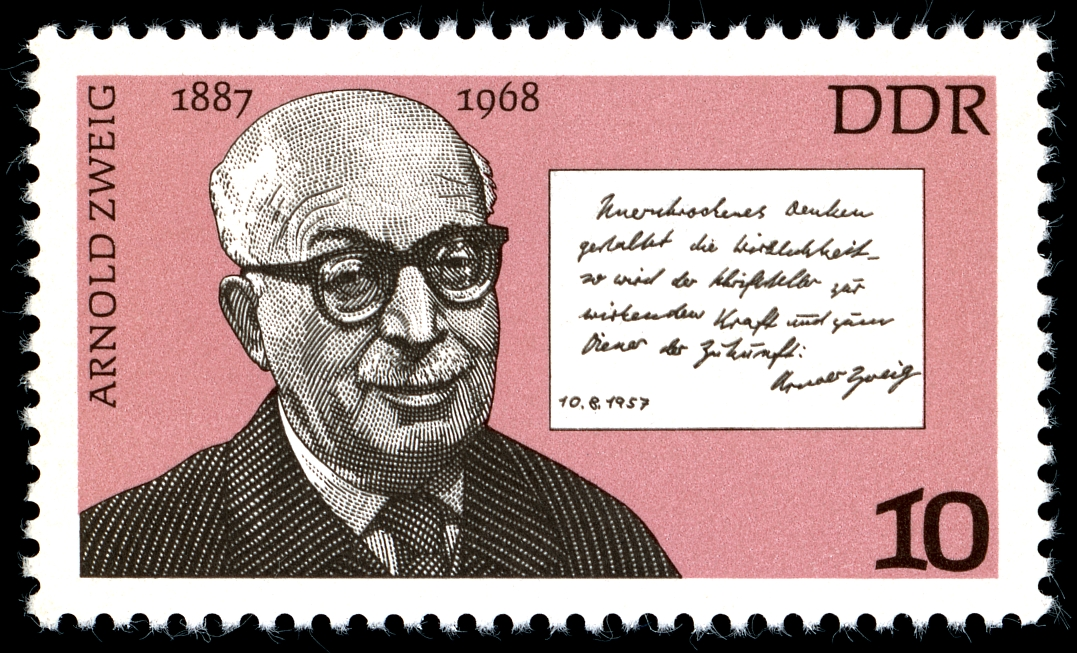
Arnold Zweig på ett frimärke från år 1977.

Han är bland annat känd för Der große Krieg der weißen Männer, en hexalogi om första världskriget skriven mellan 1927 och 1957. Ur denna är den pacifistiska romanen Striden om sergeant Grischa (1927, översatt 1930) mest känd.